# Tomberg (heuvel)
De Tomberg of Tomme is een heuvel ten zuiden van Leuven centraal in het Meerdaalbos in de gemeente Oud-Heverlee in de Belgische provincie Vlaams-Brabant. De top ligt ongeveer 300 meter ten westen van de N25 en ongeveer 150 meter ten zuiden van de Weertseweg, de verharde weg die oost-west door het bos loopt.
De Tomberg heeft een hoogte van 102,5 meter boven het zeeniveau en is daarmee een van de hoogste heuvels in het Meerdaalbos. Er zijn hier diverse gebruiksvoorwerpen van silex gevonden.

## Woudrecht
Het Meerdaalbos had reeds in 1367 het statuut van vrijwoud, wat inhield dat een vrij man er in principe niet onbeperkt mocht jagen, wat wel het geval was in andere bossen. In een vrijwoud mochten alleen hertogen jagen. Om dit recht te handhaven bestond er een woudrechtbank. In het Meerdaalbos bestond er een rondreizende woudrechtbank, waarbij er in de omliggende dorpen recht werd gesproken. Later kwam er op de Tomberg een vaste plek voor de woudrechtbank en stond er voor de rechtbank een gebouwtje. Nog weer later verhuisde de rechtbank naar Kasteel van Arenberg.
In 1795 werd het bijzondere woudgerecht door de Fransen afgeschaft.